# Hochschule Dali

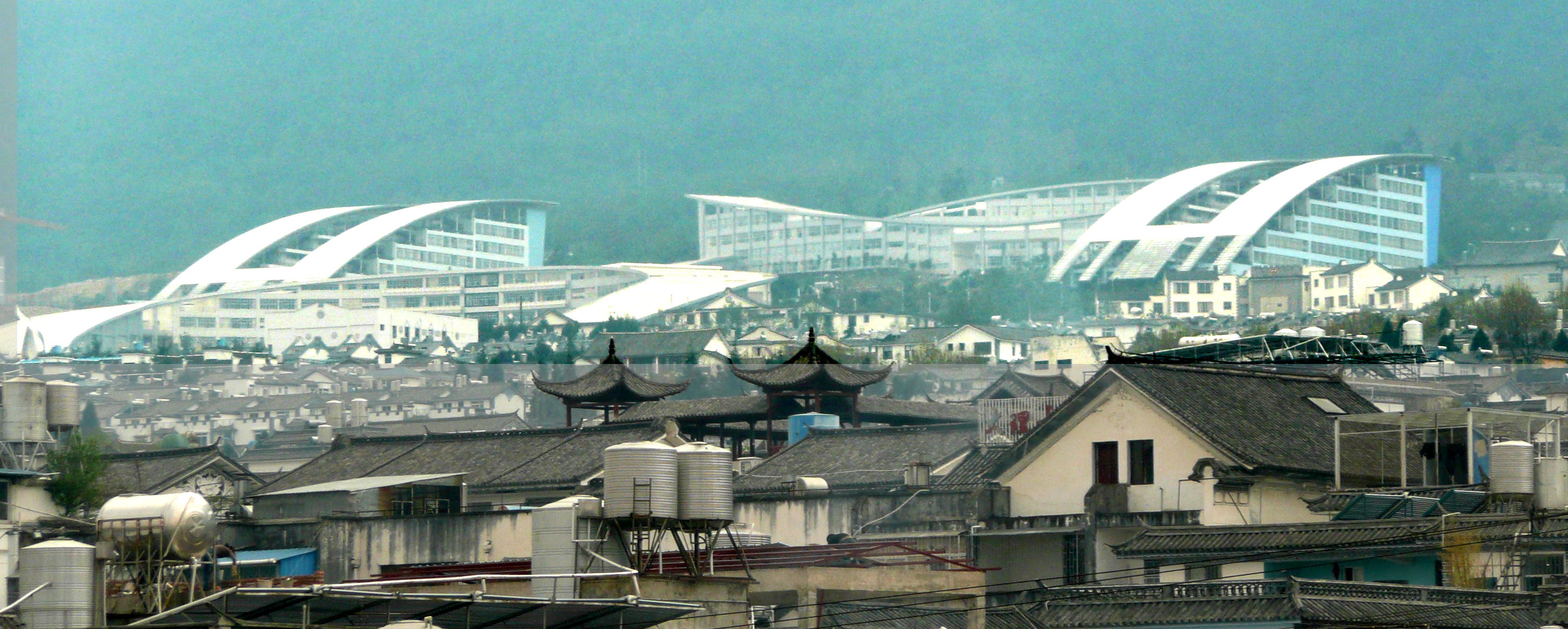
Der neue Campus des Dali Colleges

Die Hochschule Dali (chinesisch 大理学院, Dali Xueyuan) ist eine Hochschule in der Stadt Dali im autonomen Bezirk Dali der Bai.
2009 waren 15.787 Studenten immatrikuliert, darunter 3.100 aus anderen chinesischen Provinzen. Mehr als 500 ausländische Studenten aus teilweise auch europäischen Ländern studieren in Dali. Die Hochschule Dali beschäftigt 1.237 Angestellte, davon sind 831 Lehrkräfte. Der Campus hat eine Fläche von 150 Hektar. Das Hauptgebäude befindet sich nahe der historischen Altstadt, ein weiterer Standort in der Neustadt Xiaguan.

## Geschichte
Auf Beschluss des Staatsrates wurden 1978 die Medizinische Hochschule Dali und die Pädagogische Hochschule Dali gegründet, um in den Bereichen Medizin und Pädagogik in einer grenznahen Region die Situation für ethnische Minderheiten zu verbessern. Im August 1987 erhielt die Medizinische Hochschule das Recht zur Bachelor-Ausbildung. Auf Beschluss des Bildungsministeriums wurden im Oktober 2001 die Medizinische Hochschule und die Pädagogische Hochschule zusammengelegt. Darüber hinaus haben sich die Dali-Niederlassung der Hochschule für Rundfunk und Fernsehen der Provinz Yunnan und die Polytechnische Hochschule Dali angeschlossen. Diese vier Einrichtungen bildeten zusammen die neue Hochschule Dali.

## Ausbildungsprofil
Die Ausbildung erfolgt in 41 Fachrichtungen. Zu den Schwerpunktbereichen zählen:
- Medizin/Pharmazie
- Pädagogik
- Literatur/Sprachen
- Physik
- Jura
- Management.